# Uloborus segregatus
Espèce
Siratoba referens est une espèce d'araignées aranéomorphes de la famille des Uloboridae.

## Distribution
Cette espèce se rencontre du Texas aux États-Unis à la Colombie,.

## Description
Le mâle holotype mesure 2,66 mm et la femelle paratype 5,00 mm.
Les femelles mesurent de 2,8 à 4,2 mm.

## Publication originale
- Gertsch, 1936 : Further diagnoses of new American spiders. American Museum novitates, no 852, p. 1-27 (texte intégral).